# Türk Birliği
Türk Birliği – kolaboracyjny organ prasowy Wschodniotureckiego Związku Bojowego Waffen-SS pod koniec II wojny światowej
Pismo zaczęto publikować we wrześniu 1944 r. z inicjatywy kierownictwa Hauptamt SS. Wychodziło raz na 3–4 tygodnie. Funkcję redaktora naczelnego pełnił Tatar nadwołżański Szichap Nihmati, ale faktyczne kierownictwo leżało w rękach SS-Hauptsturmführera dr. Reinera Olzschy. Pismo – według jego koncepcji – składało się z 2 części: ogólnotureckiej i specjalistycznej. W pierwszej były omawiane różne ogólnotureckie kwestie jak kultura, historia, walka narodowowyzwoleńcza, religia narodów tureckich zamieszkujących ZSRR. W drugiej zamieszczano artykuły dotyczące poszczególnych narodów. Jednocześnie pismo miało spełniać funkcję propagowania jednego języka tureckiego dla wszystkich narodów, stąd przy redakcji powstała specjalna komisja językowa. Z tego powodu pierwsza część pisma wychodziła jedynie po turecku, zaś druga w różnych językach narodów tureckich. W redakcji pracowali zarówno przedstawiciele tych narodów, jak też Niemcy (m.in. tłumaczami na języki narodów tureckich byli 2 słynni uczeni – turkolodzy Johannes Benzing i Herbert Jansky). Istniały odrębne redakcje dla Tatarów nadwołżańskich, Tatarów krymskich, Turkiestańczyków i Azerów. Szefem redakcji Tatarów nadwołżańskich był Szihap Nihmatulin, a pracowali w niej Hamid Nauruz, Haziz Urazaj, mjr Gafar Jamalijew, Ahun Tagirow, Minnehali Gazijew, Szihaj Nadżip. Ponadto z innych narodów Czuwasze Fiodor Pajmuk i Nikita Archipow, Maryjczyk Michaił Smirnow, Mordwiniec Piotr Łuczin i Udmurt Siergiej Pronin. Współpracownikiem został czuwaski emigrant z Pragi prof. Siemion Nikołajew. Pismo przestało wychodzić najprawdopodobniej pod koniec marca 1945 r.